# Sergej Mamčur
Sergej Nikolaevič Mamčur (in russo Сергей Николаевич Мамчур?; Dnipropetrovsk, 3 febbraio 1972 – Mosca, 26 dicembre 1997) è stato un calciatore russo, di ruolo difensore.